# 症例A
『症例A』（しょうれい A）は、多島斗志之の小説。角川書店から2000年（平成12年）10月に刊行され、2003年（平成15年）1月24日に角川文庫より文庫化された。
歴史考古学と精神医学の題材を融合させた構成になっており、それぞれの専門家の目を通した世界が交互に描かれる。特に後者に関して、作者は巻末に示された相当数の精神医学の文献を読んでから執筆にあたった。文庫版で解説を務めたカウンセラー信田さよ子は、「精神医療の現実を徹底的に調べ上げて書かれており、精神科に勤務経験があるのではとすら疑った」と書いた。リアルを追求しながらミステリー・ホラー的要素を加味した本書は「本格的サイコ小説」の名に値するとしている。本書は、2001年刊行のこのミステリーがすごい!で第9位に選ばれた。

## あらすじ
精神科医榊は東京の大病院を辞めて、今は郊外の精神病院に勤務している。元はリゾートホテルの用地だったという見晴らしがよく広々とした病院であり、榊はこの職場環境を気に入っている。榊が最近気になっているのは亜左美という17歳の患者だ。前任者である沢村医師の自殺で榊が担当することになったのだが、亜佐美は気まぐれで医療スタッフになかなか心を開かない。臨床心理士の由紀は榊に亜左美の精神分析を勧めるが、解釈が医師によってまちまちな伝統的な精神分析手法は現代の精神医学にそぐわないと考える榊は拒否する。
東京上野の国立博物館に学芸員として勤務する遥子はずっと以前に父親に届けられた手紙を読んで驚く。差出人は五十嵐というかつての博物館の職員で、戦前から戦中にかけて瑤子の父親の上司に当たる人物だった。五十嵐によると、瑤子が務める国立博物館に重要文化財として保管されている一対の青銅の狛犬が後世の贋作だというのだ。興味を覚えた遥子は五十嵐老人が入院する精神病院を訪れるが、五十嵐は病院の一室に隔離されており会えない。残念がる瑤子に声をかけてきたのは亜左美だった。亜佐美によると、隔離される前の五十嵐は国立博物館にはすごい秘密が潜んでいると吹聴していた。それは例の手紙にあった贋作の件を指しているのだろうか？
おとなしい患者である五十嵐老人が隔離されているのは病院の方針にそぐわないのではないか？と榊は院長に問いただす。院長によると、五十嵐は妄想癖が強く他の患者に悪い影響を与えるという。かつて担当だった沢村医師も五十嵐の話に巻き込まれ精神の変調をきたし自殺に至ったという。しかも現在の五十嵐は隔離されながらも現実離れした内容の「回想録」を執筆しているという。瑤子との出会いや亜佐美・由起との葛藤を経て、榊はその回想録を手に入れようと奔走するが、院長ら病院上層部のガードは堅くなかなか思うようにいかない。やがて阿佐美の病状を巡っての対立や由起の秘密を知るのに伴いストレスを感じた榊は自らに抗うつ剤を処方するようになる。

## 登場人物
- 榊 精神科医。かつてある女性患者の診療を巡って東京の大病院を辞め、現在は郊外にある精神病院に勤務している。病院経営者や院長の医師一人あたりの担当患者数をなるべく減らして丁寧に診察させるという方針に榊は共感している。
- 亜佐美　17歳の女性患者。本名は院長など一部が知るだけで、榊にも知らされていない。観察眼が鋭い才気煥発な美少女だが、当初は榊にも反抗的だった。奔放な言動と振る舞いで榊たち医療スタッフを惑わせる。
- 沢村 榊の前に亜佐美を担当していた医師。亜佐美を精神分裂病（現在は統合失調症）と診断したが、榊は疑問を持っている。五十嵐老人の担当医でもあったが、榊の赴任前にうつ病を患い飛び降り自殺した。
- 広瀬由起　榊と同じ病院に勤める臨床心理士。榊はじめ病院スタッフが信頼を置く存在だが、亜佐美の症状を巡っては榊と意見が異なり、ときには衝突する。あまり他人と交わらず居合道を追及するなど独自の精神世界を持つ。
- 五十嵐 隔離病棟に長期入院する老人で元国立博物館職員。院長によると、妄想癖があり、日本中が驚くような秘密を握っていると称し回想録を執筆している。
- 江馬瑤子 上野にある国立博物館の学芸員。もともと国史が専門だが、今は分野違いの様々な展示に関わり忙しく飛び回っている。父親も若いころ同じ博物館に勤めていたが、戦時中にショックな出来事があったらしく、郷里の仙台に帰って引きこもってしまった。

## 書誌情報
- 単行本（角川書店、2000年10月）
  - 症例A ISBN 978-4-04-873231-4
- 文庫本（角川文庫、2003年1月）
  - 症例A ISBN 978-4043690015